# أل غريني
أل غريني (بالإنجليزية: Al Greene)‏ (5 مايو 1978 بجبل طارق في المملكة المتحدة - ) هو لاعب كرة قدم بريطاني في مركز الهجوم. شارك مع منتخب جبل طارق لكرة القدم. أما مع النوادي، فقد لعب مع Glacis United F.C. ‏.

## وصلات خارجية
- أل غريني على موقع الاتحاد الأوربي (الإنجليزية)
- أل غريني على موقع قاعدة بيانات كرة القدم.إي يو (الإنجليزية)
- أل غريني على موقع ناشيونال فوتبول تيمز (الإنجليزية)
- أل غريني على موقع عالم كرة القدم.نت (الإنجليزية)